# Ploéven
Ploéven är en kommun i departementet Finistère i regionen Bretagne i västra Frankrike. Kommunen ligger i kantonen Châteaulin som tillhör arrondissementet Châteaulin. År 2022 hade Ploéven 534 invånare.

## Befolkningsutveckling
Antalet invånare i kommunen Ploéven
Referens:INSEE